# Joseph Adélard Descarries
Joseph Adélard Descarries C.R. (7 novembre 1853-25 juillet 1927) est un avocat, homme politique provincial et fédéral du Québec et maire de la Ville de Lachine.

## Biographie
Né à Saint-Timothée, au Canada-Est, il étudia au Collège de Montréal, à l'Université McGill et à l'Université Laval à Montréal où il étudie le droit auprès du professeur Alexandre Lacoste. Il fut nommé membre du Barreau du Québec en 1879. Il devient membre du Conseil du Roi en 1903.
Il entame sa carrière politique en devenant maire de la municipalité de Lachine de 1897 à 1906. Après avoir perdu les élections partielles de 1882, 1883 et 1884, il parvint, en 1892, à devenir député du Parti conservateur du Québec dans la circonscription provinciale de Jacques-Cartier lors des élections de 1892. Il démissionna en 1895 pour se porter candidat du Parti conservateur du Canada dans la circonscription fédérale de Jacques-Cartier lors de l'élection partielle de 1895. Il perdit cette élection et n'effectua un retour qu'en 1915, année où il devient député grâce à une autre élection partielle. Ne se représentant pas en 1917, il tente, sans succès, d'effectuer un retour en 1921 à titre de candidat indépendant.
Il était le père du musicien et professeur Auguste Descarries.